# Embalse de Soria
El embalse de Soria se encuentra junto a la población que le da nombre, entre los municipios de Mogán y San Bartolomé de Tirajana, en Gran Canaria. Es la mayor presa, por altura y volumen, de las que se encuentran en Canarias, España. Se construyó en un periodo de 10 años, entre 1962 y 1972.
Su caudal proviene del rebose a través de un túnel de la Presa de Chira, del rebose a través del cauce del barranco natural Majada Alta de la Presa de Las Niñas y del propio cauce del Barranco de Arguineguín, en el tramo denominado Barranco de Soria. La superficie de su cuenca es de 32,5 km²
Tiene una capacidad de 32 hm3, pero nunca se ha llenado y se suele indicar una capacidad de 15 hm3, más cercana a sus máximos históricos, 89,29 m de altura equivalentes a 12,325 hm3 en 1991, superados en enero de 2011 con 35 cm más y un volumen de 12,496 hm3, de un 39 % de la capacidad total, siendo así la única presa de Gran Canaria que nunca ha rebosado.
Cuenta con un aliviadero de lámina libre en la margen izquierda, con trampolín de lanzamiento, con un vano de 23 metros de longitud y una capacidad de desagüe de 120,2 m3⋅s-1.

### Central hidroeléctrica reversible de Chira-Soria
En 2021, el cabildo de Gran Canaria aprobó un proyecto por el que se construye una central hidroeléctrica de 200 MW aguas abajo del embalse de Chira y que se prevé en funcionamiento en 2026. Las aguas utilizadas en la generación de energía por esta central acabarían en el embalse de Soria. Ambos, Chira y Soria, se podrían llenar con agua desalada del mar mediante bombeo cuando haya excedente de energía en la red eléctrica (es decir, gastan energía eléctrica que sobra, y que, de lo contrario, se desperdiciaría) para llenar los embalses, y generar energía eléctrica cuando crezca la demanda, constituyendo así los embalses una especie de "batería" o reserva de energía, para producir y almacenar energía hidroeléctrica renovable en función de la demanda, pues la energía hidráulica es la única energía renovable que permite el almacenamiento.